# Каренга
Каре́нга — река в Забайкальском крае России, правый приток Витима.
Длина — 366 км, площадь водосборного бассейна — 10 100 км². Средний расход — 16,5 м³/с. Берёт начало на Яблоновом хребте. Река течёт в межгорной котловине. Питание преимущественно дождевое. Половодье длится с мая по сентябрь с резкими колебаниями уровня воды. Перемерзает с конца ноября до середины апреля.
По ряду археологических памятников в устье реки названа усть-каренгская культура эпохи неолита с древнейшей керамической посудой.

## Гидрология
| Средний расход воды (м³/с) реки Каренга по месяцам с 1965 по 1990 гг. (замеры производились на гидрологическом посту около Усть-Каренги в 5,5 км от устья) |

## Данные водного реестра
По данным государственного водного реестра России и геоинформационной системы водохозяйственного районирования территории РФ, подготовленной Федеральным агентством водных ресурсов:
- Бассейновый округ — Ленский
- Речной бассейн — Лена
- Речной подбассейн — Витим
- Водохозяйственный участок — Витим от истока до водомерного поста с. Калакан
- Код водного объекта — 18030200112117100019598

## Топографические карты
- Лист карты N-50-XV. Масштаб: 1 : 200 000. Указать дату выпуска/состояния местности.
- Лист карты N-50-XXI. Масштаб: 1 : 200 000. Указать дату выпуска/состояния местности.
- Лист карты N-50-XX. Масштаб: 1 : 200 000. Указать дату выпуска/состояния местности.